# Трамваї в Коньї
Трамваї в Коньї − мережа трамвайного транспорту, що діє в турецькому місті Конья.

## Історія
Угоду на будівництво трамвайної лінії разом із Siemens AG було укладено 24 травня 1986 року, а будівництво було розпочате 13 липня 1987. Першу чергу трамвайної лінії в Коньї завдовжки 10,4 км було відкрито 28 вересня 1992 року. Другу чергу завдовжки 7,6 км до університету було відкрито 19 квітня 1996 року. В 1993 році трамваї в Коньї перевозили 12 млн пасажирів, а в 1997 — 35 млн. Лінія завдовжки 18 км з 20 зупинками сполучає центр міста з університетом. Трамвайне депо площею 18 га розташоване на зупинці Думлупинар. Напруга в контактній мережі — 750 В постійного струму.

## Маршрут
На даний момент в Коньї діє дві трамвайні лінії:
| Номер | Маршрут                      | Маршрут (турецькою мовою)    | Рік відкриття | Довжина (км) | Кількість зупинок |
| ----- | ---------------------------- | ---------------------------- | ------------- | ------------ | ----------------- |
| 1     | Алааддін—Університет Сельчук | Alaaddin—Selçuk Üniversitesi | 1999          | 36,7         | 35                |
| 2     | Алааддін—Адліє               | Alaaddin—Adliye              | 2015          | 4,4          | 9                 |

## Рухомий склад
Для обслуговування лінії з 1989 по 2004 рік включно було закуплено 68 трамваїв Düwag GT8 з Кельну, з них до експлуатації введено 61. Вагонам присвоєно номери від 101 до 161.
Нині також працюють трамваї моделі Шкода 28 Т.

## Вартість проїзду
- Елкарт (зі знижкою): 1,55 ₺
- Елкарт (повна вартість): 2,10 ₺
- Безлімітний Елкарт на місяць (зі знижкою): 90 ₺
- Безлімітний Елкарт на місяць (повна вартість): 135 ₺